# Mičijo Keiko
Michiyo Keiko (čti Mičijo Kejko; 慶児 道代; * 1965 Kóbe) je sopranistka.

## Život
Po studiu u profesora Jasukazu Kondó (近藤 安个 Kondó Jasukazu) na Čúgoku junior College (中国 短期 大学 Čúgoku tanki daigaku) v Okajamě, vystudovala pražskou HAMU. Žije v trvale České republice a hostuje v pražském Národním divadle, Opeře Mozart, vystupuje se souborem Barocco sempre giovane, s varhaníky Alešem Bártou, Václavem Uhlířem či Pavlem Svobodou, spolupracovala s libereckým Divadlem F. X. Šaldy a věnuje se písňové literatuře (natočila řadu snímků pro Český rozhlas). Od roku 2006 vyučuje zpěv na Konzervatoři Pardubice.

## Ocenění
- V roce 1994 se stala laureátkou Mezinárodní pěvecké soutěže Antonína Dvořáka Karlovy Vary – Cena za nejlepší interpretaci českého cyklu (Klement Slavický – Ej, srdénko moje) a české árie (výstup Jenůfy z Janáčkovy Její pastorkyně)
- V roce 1996 obdržela cenu Masarykovy akademie umění